# Distrikt Palca (Tacna)
Der Distrikt Palca liegt in der Provinz Tacna in der Region Tacna im äußersten Süden von Peru. Der Distrikt hat eine Fläche von 1439 km². Beim Zensus 2017 wurden 2006 Einwohner gezählt. Im Jahr 1993 lag die Einwohnerzahl bei 1180, im Jahr 2007 bei 1510. Verwaltungssitz des Distrikts ist die etwa 40 km nordöstlich der Großstadt Tacna am Fluss Quebrada Palca auf einer Höhe von 2880 m gelegene Ortschaft Palca.
Der Distrikt Palca erstreckt sich entlang der Südflanke der peruanischen Westkordillere. Der Distrikt grenzt im Osten an Chile. Im Süden grenzt er an den Distrikt Tacna, im Westen an die Distrikte Pocollay und Pachía und im Norden an die Provinz Tarata.